# هیو یکم، کنت رتل
هیو یکم پسر کنت ماناسس سوم رتل و همسرش جودیث بود. وی پس از مرگ پدرش به عنوان کنت رتل انتخاب شد. وی با ملیساند کرسی ازدواج کرد که حاصل این ازدواج ۷ بچه بود:
- ماناسس
- گریوس
- بالدوین
- ماتیلدا
- هودیرنا
- سسیلیا
- بیاتریکس